# Utran
Utran è una suddivisione dell'India, classificata come census town, di 12.894 abitanti, situata nel distretto di Surat, nello stato federato del Gujarat. In base al numero di abitanti la città rientra nella classe IV (da 10.000 a 19.999 persone).

## Geografia fisica
La città è situata a 21° 13' 60 N e 72° 52' 0 E e ha un'altitudine di 11 m s.l.m..

## Società

### Evoluzione demografica
Al censimento del 2001 la popolazione di Utran assommava a 12.894 persone, delle quali 6.984 maschi e 5.910 femmine. I bambini di età inferiore o uguale ai sei anni assommavano a 1.722, dei quali 878 maschi e 844 femmine. Infine, coloro che erano in grado di saper almeno leggere e scrivere erano 9.382, dei quali 5.582 maschi e 3.800 femmine.